# Hendrik Boonen
Hendrik Boonen (22 februari 1953) is een gewezen Belgisch politicus en was de laatste partijvoorzitter van VLOTT.

## Levensloop
Hendrik Boonen is zaakvoerder van de beleggingsmaatschappij Hypodroom, opgericht op 1 maart 2002.
Boonen behoorde tot dusver, afhankelijk van de bron, tot 13 of 14 verschillende politieke partijen.  Hendrik Boonen trad toe tot de nationalistische Volksunie in 1980. Na ( Volksunie (1982), was hij achtereenvolgens lid van een aantal (extreem-)rechtse en liberale partijen: Nieuwe Partij (1987, stichter), Sociaal Republikeins Front (1989), Partij Voor Christelijke Solidariteit (1991, secretaris), Partij voor de Kleine Man (1994, voorzitter), WOW (1995, de partij hield datzelfde jaar na interne strubbelingen op te bestaan), ROSSEM (1996), PNPb (1998), UDDU (1999, stichter), Liberaal Appèl (2003), Fervent Nationaal (2004, voorzitter) en VLOTT (2006, voorzitter van 2010 tot 2013). 
Bij de federale verkiezingen van 2003 stond hij tweede op de senaatslijst van het Liberaal Appel. Boonen viel hierbij op door zijn verkiezingspropaganda tegen vreemdelingen en buitenlanders met leuzen als "Moeten wij het begrip 'racisme' als negatief aanvoelen? Het antwoord is duidelijk neen", "Geef uw stem aan een BLANK politieker" en "Maak van Borgerokko opnieuw Borgerhout".
In 2006 werd Hendrik Boonen lid van VLOTT, waar hij voorzitter werd van de afdeling in Deurne. Bijgevolg had hij bij de gemeenteraadsverkiezingen in 2006 op de kartellijst van VLOTT met het Vlaams Belang moeten staan. offers in fraudezaken als de zaak Lernout & Hauspie en Spaarselect-zaak. Boonen verklaarde in de media bezwarende e-mails in het bezit te hebben over de toplui van Fortis. Na een huiszoeking bij Dolor stelden de speurders dat de e-mails de kwade trouw van de Fortis-toplui allerminst bewijzen. Op 20 februari 2010 werd hij door het parket in vervolging gesteld wegens oplichting. Enkele maanden voordien was hij vrijgesproken in een proces rond schriftvervalsing. In 2004 dook zijn naam op in een soortgelijk dossier, toen was hij belangenbehartiger van de gedupeerden van de beleggingsfraude bij Spaar Select. In alle zaken die tegen hem aangespannen werden werd hij telkens volledig vrijgesproken en diende de klagers alle kosten van het proces te dragen. 

In 2010 volgde Boonen Hugo Coveliers op als voorzitter van VLOTT. Hij bleef de partij leiden tot ze ophield te bestaan, in 2013. In 2012 was het kartel met het Vlaams Belang reeds stopgezet door Filip Dewinter, die wel stelde dat leden van VLOTT welkom waren bij het Vlaams Belang.
Boonen was van 17 januari 2008 tot eind 2012 tevens OCMW-raadslid in Antwerpen, waar hij tijdens de ziekte van Eddy Dhont aangesteld werd als woordvoerder voor het kartel van VLOTT en Vlaams Belang.
In 2017 werd hij beschuldigd van oplichting ten nadele van de vereniging Dolor. In mei 2018 achtte het parket hem niet schuldig aan oplichting.